# Valentín García Yebra
Valentín García Yebra (Lombillo de Los Barrios, El Bierzo, provincia de León, 28 de abril de 1917-Madrid, 13 de diciembre de 2010) fue un filólogo y traductor español.

## Biografía
Estudió Filosofía y Letras en la Universidad de Madrid, se licenció en Filología Clásica (1944) y se doctoró con la tesis Las traducciones latinas de la metafísica de Aristóteles. Opositó a la cátedra de Griego en el Instituto de Enseñanza Media de Santander y la obtuvo en 1945. Ingresó en 1947 en el Consejo Superior de Investigaciones Científicas. Entre 1955 y 1966 dirigió el Instituto Politécnico Español de Tánger, cuya cátedra de griego ocupó; entre 1969 y 1974 desempeñó la del Instituto Madrileño Calderón de la Barca y desde este último año propulsó e inició el Instituto Universitario de Lenguas Modernas y Traductores de la Universidad Complutense, donde ejerció diversos puestos y enseñó Teoría de la traducción. Entre 1943 y 1956 fue lector especialista del Servicio de Censura, encargándose de revisar y en muchos casos de tachar o prohibir obras literarias.

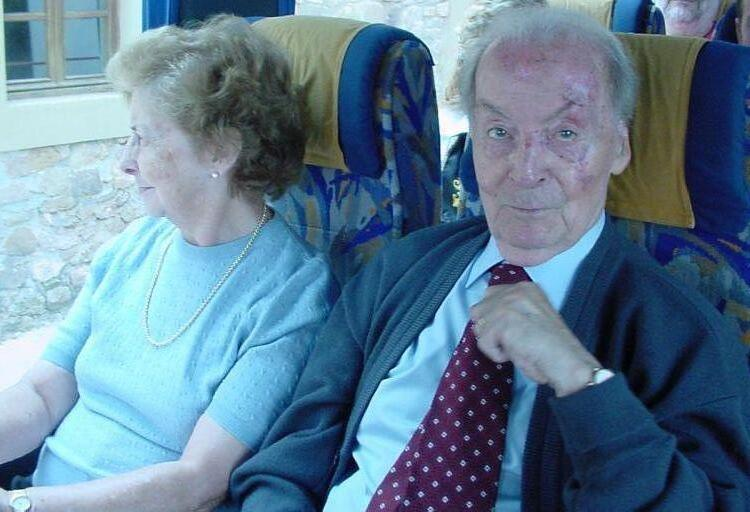
Don Valentín y Lola, su esposa.

Fue elegido miembro de la Real Academia Española en enero de 1984. Ingresó el 27 de enero de 1985 con un discurso sobre «Traducción y enriquecimiento de la lengua del traductor»; participó activamente en las comisiones de Etimología y Gramática, y ocupó el sillón «n». En 1997 ingresó en la Academia Norteamericana de la Lengua Española. Como traductor se le deben especialmente versiones de las lenguas clásicas (griego y latín), como diversas obras de Aristóteles, el diálogo De amicitia de Cicerón, La guerra de las Galias de César y la Medea de Séneca, pero también del alemán, del francés, del italiano y del portugués; se recuerda en especial sus ediciones trilingües (griego, latín y español) de la Poética y la Metafísica de Aristóteles; fue un reputado traductólogo, autor de varios ensayos sobre la especialidad.
Obtuvo el Premio Nacional de Traducción (1998), el Castilla y León de Ciencias Sociales y Humanidades en 2007, el premio Nacional de Traducción de Bélgica (1964) por su versión de la obra de Charles Moeller Literatura del siglo XX y cristianismo, el Ibáñez Martín del CSIC (1971) por su edición trilingüe de La metafísica de Aristóteles, el de la Fundación Nieto López de la Academia de la Lengua (1982), la Medalla de Oro de la Cultura de Puerto Rico (1996), el Nacional de Periodismo Miguel Delibes de la Asociación de la Prensa de Valladolid (2004) por su artículo «Desajustes gramaticales» (publicado en el diario ABC) y Leonés del Año en 1988 de la Cadena SER. Es doctor honoris causa por la Universidad de León y la Universidad Nacional y Kapodistríaca de Atenas (Grecia).
Fue miembro del Consejo Asesor de la Fundéu (Fundación del Español Urgente) y miembro del Comité científico de la revista Paremia desde su creación en 1993.
En Ponferrada existe un colegio público, conocido coloquialmente como Colegio de la Minero (Siderúrgica de Ponferrada), que lleva su nombre.
Estaba casado con Lola Mouton y fue padre de cuatro hijas, entre ellas la también filóloga Pilar García Mouton.

## Pensamiento traductológico
García Yebra aborda la teoría de la traducción desde un punto de vista lingüístico, por lo que ve aquel proceso como la sustitución de unidades de un código por otro. Parte de la idea de que la teoría de la traducción debe enmarcarse en la lingüística, ya que la traducción se ejerce sobre textos, conjunto de signos escritos que el traductor debe comprender en la lengua original y reexpresar en la de destino.
En el prólogo de su edición trilingüe de la Metafísica de Aristóteles resumió su teoría: «La regla de oro para toda traducción es, a mi juicio, decir todo lo que dice el original, no decir nada que el original no diga, y decirlo todo con la corrección y naturalidad que permita la lengua a la que se traduce». Ha sentenciado que quien sepa combinar estas directivas al mismo tiempo «merecerá con toda justicia el título de traductor excelente».

## Obra
Editorial Gredos, fundada por Valentín García Yebra, Julio Calonde e Hipólito Escolar, fue la encargada de editar la mayoría de sus obras:

### Traducciones
- Aguiar e Silva, Vítor Manuel de, Teoría de la literatura (1996, 1.ª ed., 12.ª impresión), ISBN 84-249-0045-6.
- Aristóteles, Metafísica de Aristóteles (versión trilingüe) (1997, 2.ª ed., 3.ª imp.), ISBN 84-249-2176-3.
- Poética de Aristóteles (versión trilingüe) (1992, 1ª ed., 4ª imp.), ISBN 84-249-1200-4
- César, Cayo Julio, Guerra de las Galias (1985/2001, tres volúmenes, bilingüe)
- ——, Guerra de las Galias (1996/1999, dos volúmenes anotados, bilingüe)
- Cicerón, Marco Tulio, De amicitia (anotado) (1987, 5.ª edic.), ISBN 84-249-3396-6
- Gilson, Étienne, El realismo metódico (Encuentro Ediciones, 1997), ISBN 84-7490-460-9
- Giordano, Oronzo, Religiosidad popular en la Alta Edad Media (1983, 1.ª edic., 2.ª impres.), ISBN 84-249-0340-4
- Le Fort, Gertrud von, Himnos a la iglesia (Encuentro Ediciones, 1995), ISBN 84-7490-357-2
- El velo de Verónica (Encuentro Ediciones, 1998), ISBN 84-7490-499-4
- Moeller, Charles, Literatura del siglo XX y cristianismo (seis volúmenes), ISBN 84-249-3337-0
- Schleiermacher, Friedrich, Sobre los diferentes métodos de traducir (2000), ISBN 84-249-2272-7
- Séneca, Lucio Anneo, Medea (1982, 2.ª edic./2001, 3.ª edic., 1.ª impr.), ISBN 84-249-0330-7/ISBN 84-249-2311-1.

### Teoría y gramática
- «Traducción y estilo», comunicación presentada en el X Congreso Internacional de Lingüistas celebrado en Bucarest del 28 de agosto al 2 de septiembre de 1967
- Traducción y enriquecimiento de la lengua del traductor (1985 RAE/2004 Gredos), ISBN 84-249-2712-5
- Claudicación en el uso de preposiciones (1988), ISBN 84-249-1277-2
- En torno a la traducción. Teoría. Crítica. Historia (1989, 2.ª ed.), ISBN 84-249-0895-3
- Traducción: historia y teoría (1994), ISBN 84-249-1653-0
- Teoría y práctica de la traducción (2 volúmenes) (1997, 3.ª ed. revisada), ISBN 84-249-1840-1.
- Diccionario de galicismos prosódicos y morfológicos (1999), ISBN 84-249-1999-8.
- Documentación, terminología y traducción (Editorial Síntesis, 2000, 1.ª edic., 2.ª impres.), ISBN 84-7738-748-6.
- El buen uso de las palabras (2009), ISBN 978-84-249-3607-5.
- Gonzalo García, Consuelo, et. al., Manual de documentación para la traducción literaria (Arco Libros, 2005), ISBN 84-7635-600-5
- Experiencias de un traductor (2006), ISBN 84-249-2799-0.